# Liste der Monuments historiques in Jenlain
Die Liste der Monuments historiques in Jenlain führt die Monuments historiques in der französischen Gemeinde Jenlain auf.

## Liste der Bauwerke
| Bezeichnung       | Beschreibung                       | Standort                 | Kennzeichnung | Schutzstatus | Datum | Bild |
| ----------------- | ---------------------------------- | ------------------------ | ------------- | ------------ | ----- | ---- |
| Château d’en Haut | Schloss, erbaut im 18. Jahrhundert | 20, rue Nationale (Lage) | PA00107558    | Inscrit      | 1987  |      |

## Liste der Objekte
- Monuments historiques (Objekte) in Jenlain in der Base Palissy des französischen Kultusministeriums